# Marta Rodríguez Arias
Marta Rodríguez Arias, originària d'Oviedo, és Catedràtica de Psicobiología de la Facultat de Psicologia de la Universitat de València. Es va traslladar a València als 5 anys per motius laborals dels seus pares.
Va ser al Col·legi Sagrat Cor de Jesús on va destacar pel seu rendiment. Va començar la seua etapa educativa amb segregació per sexes, però en els últims anys va poder compartir aula amb xics. Des de primerenca edat va mostrar interés per les ciències, especialment les Matemàtiques i Biologia. A causa de les seues bones notes va poder accedir a la universitat, concretament a la llicenciatura de Medicina, motivada pels seus avis, sent la primera de la seua família que obtenia un títol universitari.
Mentre realitzada les pràctiques en el Departament de Medicina General i Cirurgia es va adonar que aquest àmbit no l'apassionava realment. Durant el MIR va poder obteneruna bona nota, per la qual cosa va triar l'especialitat de laboratori. Posteriorment va passar els quatre anys de residència en l'Hospital Universitari i Politècnic La Fe. Paral·lelament desarollaba la seua tesi doctoral en el Departament de Psicobiologia de la Universitat de València. Ací va ser on va conéixer al catedràtic de Psicobiologia, Vicente Simón. Va ser durant aquesta investigació quan va començar a tractar l'abstinència als opiacis amb models animals. Es tractava d'un tema molt poc estudiat a Espanya, per la qual cosa va obrir les portes per a investigar els efectes d'aquestes drogues en les persones i la seua conducta.
Una vegada finalitzada l'especialitat va començar a plantejar-se el seu futur laboral. Una vegada defensada la seua tesi, aqueix mateix any va passar a ser professora externa del Departament de Psicobiologia de la Universitat de València. Va acabar sent Catedràtica de Psicobiologia de la Facultat de Psicologia i actualment imparteix l'assignatura de Psicofarmacología en quart curs del Grau de Psicologia, on explica els psicofàrmacs i les bases biològiques dels trastorns mentals, així com les addiccions a les drogues. A més imparteix classes en el Màster en Investigació, Tractament i Patologies Associades en Drogodependències dins de la Facultat de Psicologia. D'altra banda, ha format part del Claustro de la universitat i la junta del centre de la Facultat de Psicologia.
De manera externa a la universitat, forma part de l'equip responsable de l'Àrea de Psicologia en l'Agència Estatal d'Investigació.